# Umbro

Umbro är ett engelskt företag som tillverkar sportutrustning. Umbro grundades 1920 och står för Humphrey Brothers. Företaget ägs av Iconix Brand Group. Varumärket är starkt koncentrerat på fotboll där man sponsrar klubblag och landslag över hela världen. Företagets logotyp kallas Double Diamond (dubbeldiamanten).

## Historia
Umbro grundades som Humphreys Brothers Clothing i Wilmslow, Cheshire i England. Grundarna var bröderna Harold Humphreys och Wallace Humphreys. 1924 ändrades namnet till förkortningen Umbro. En tidig rival i branschen blev Bukta i Stockport, där Harold Humphreys tidigare jobbat. Umbro började tillverka för fotboll men breddade sig senare till basket, golf, tennis samt scouter under 1930-talet. Umbro gav ut en katalog som fick smeknamnet "Umbrochure" och företaget marknadsförde sig som "the sportswear people". En tidig milstolpe kom 1924 när Manchester City vann FA-cupen i Umbros tröjor. Under andra världskriget ställdes tillverkningen om till leveranser för den brittiska armén.
1952 inledde de ett 20 år långt samarbete med Storbritanniens olympiska kommitté och företaget har även tillverkat tröjor för rugby. 1958 spelade Brasilien i Umbro när de vann VM och hade även Umbro vid VM-segrarna 1962 och 1970. Umbro lanserade 1959 det första replika-paketet. 1958 inleddes det mångåriga samarbetet med Adidas. Fram till 1986 var Umbro importören av Adidas i Storbritannien, en fördel för Umbro som därmed breddade sitt sortiment med Adidas moderna fotbollsskor. Först 1985 började Umbro tillverka egna fotbollsskor.
En milstolpe för Umbro var Världsmästerskapet i fotboll 1966 i England, då femton av sexton deltagande lag bar Umbro. Umbro hade genomfört en omfattande kampanj där man via de brittiska ambassaderna i deltagarländerna uppvaktade fotbollsförbunden. Umbro levererade utrustningen till Celtic och Manchester United när lagen vann Europacupen 1967 samt 1968. I mitten av 1960-talet dominerar Umbro den brittiska marknaden med en marknadsandel på 85 procent.  Umbro Cup var en fotbollsturnering som spelades år 1995 i England.
Umbro levererade match- och träningsutrustning av modellen "Continental" från år 1954. 1970 använde England och Brasilien Umbros Aztec-tröjor i VM. Umbro levererade återigen till Englands fotbollslandslag under åren 1984–2013 innan Nike tog över kontraktet vilket även gällde Umbros kontrakt med Manchester City. Nike Inc ägde Umbro mellan år 2008 till 2013. Umbro sponsrade  Sveriges herrlandslag i fotboll och Sveriges damlandslag i fotboll under perioden 2003-2012.